# Германско-латвийская граница
Латвийско-немецкая граница была международной границей, которая разделяла Латвию и Германию после окончания Первой мировой войны (1918—1921). Это была самая короткая из латвийских границ — всего 6,4 км. Международная арбитражная комиссия под руководством Джеймса Симпсона в 1921 г. приняла решение передать Палангу и её окрестности Литовской Республике, в результате чего Литва получила выход к морю, а германо-латвийская граница стала частью германо-литовской.

## История
Перед Первой мировой войной Паланга входила в состав Гробинского уезда Курляндской губернии и на юге на протяжении 6,4 км граничила с Мемельским краем Германской империи. Во время освободительных боёв между Латвией и наёмниками Западно-Русской добровольческой армии части Латвийской армии до 13 декабря 1919 года заняли также местечко Жагаре и станцию Мажейкяй.
Уже во время Парижской мирной конференции весной 1919 года начались переговоры между латвийской и литовской делегациями о демаркации общей границы, в которых с латвийской стороны участвовали Янис Чаксте, Зигфрид Мейеровиц, Маргерс Скуениекс и Феликс Циленс. Представители Латвии предложили в первую очередь соблюдать административные границы прежних Курляндской и Ковенской губерний, однако литовская сторона потребовала учитывать также исторические, религиозные и культурные аргументы. Поэтому в Литву предлагалось передать не только район Паланги, но и весь Илукстский уезд и Даугавпилс. Поскольку латвийская сторона этот вариант не приняла, переговоры продолжались до августа 1920 года в Риге, Таллинне, Тарту, Елгаве и во время Булдурской конференции, когда литовская сторона уже не требовала Даугавпилса, но не отказывалась от требований Паланги и Илуксте.
25 сентября 1920 г. был создан международный третейский суд под руководством профессора Джеймса Симпсона из Эдинбурга, в состав которого входили А. Берзиньш из Латвии и Антанас Сметона из Литвы. Его работа продолжалась до 20 марта 1921 года. Территория Паланги и Швянтойи были переданы Литве на том основании, что Литва в то время не имела выхода к морю. 14 мая 1921 года была принята Конвенция о проведении границ в натуре.
В январе 1923 г. литовская армия заняла Клайпедский край и присоединила его к Литве.